# Dekodér adres

Čtyři stavy dekodéru 2 na 4

Dekodér adres v číslicové technice je dekodér, jehož vstupem jsou dva nebo více bitů adresní sběrnice, a výstupem je několik vodičů výběr zařízení (anglicky Device Selector), které aktivují vybraný paměťový nebo vstupně/výstupní obvod. Pokud se na adresní sběrnici objeví adresa konkrétního zařízení, dekodér adres aktivuje výběrový vodič tohoto zařízení. Každé zařízení na adresní sběrnici může mít samostatný dekodér adres nebo jeden dekodér adres může sloužit pro více zařízení. Pokud se jeden dekodér adres používá pro více zařízení, dekodér adresových bitů s n vstupy může být použit až pro 2n samostatných zařízení. Mezi integrovanými obvody řady 7400 je několik dekodérů adres. Příkladem je obvod 74154. Tento dekodér adres má čtyři adresní vstupy a šestnáct (tj. 24) výstupů výběr zařízení. Dekodér adres je také někdy označována jako demultiplexor, i když tento pojem je obecnější a může se vztahovat i na zařízení, které dekodérem adres nejsou. 74154 je uvedeno výše může být nazýváno demuxultiplexor 4-na-16.
Dekodéry adres jsou základními stavebními kameny pro systémy, které používají sběrnice. Jsou zastoupeny ve všech rodinách integrovaných obvodů a procesů a ve všech standardních knihovnách pro FPGA a ASIC. Jsou popsány v učebnicích o návrzích digitálních logických obvodů.